# 万全区
万全区（ばんぜん-く）は中華人民共和国河北省張家口市に位置する市轄区。

## 歴史
1393年（洪武26年）、明朝が設置した万全右衛を前身とする。1693年（康熙32年）、清朝により万全県と改編、県治は万全城に置かれた。1958年に廃止され懐安県に編入されたが、1962年に再設置され、1983年に県治は現在地に遷されている。2016年に市轄区に昇格され現在に至る。

## 行政区画
- 街道:孔家荘街道
- 鎮:孔家荘鎮、万全鎮、洗馬林鎮、郭磊荘鎮
- 郷:膳房堡郷、北新屯郷、宣平堡郷、高廟堡郷、旧堡郷、安家堡郷、北沙城郷